# Vernon (Indiana)
Vernon è un comune degli Stati Uniti d'America, situato nello Stato dell'Indiana, nella contea di Jennings, della quale è il capoluogo.